# S/2021 J 1
S/2021 J 1 es un pequeño satélite natural exterior de Júpiter descubierto por Scott S. Sheppard el 12 de agosto de 2021, utilizando el Telescopio Magellan-Baade de 6,5 metros en elObservatorio Las Campanas, Chile. Fue anunciado por el Minor Planet Center el 5 de enero de 2023, después de que se recopilaran observaciones durante un período de tiempo lo suficientemente largo como para confirmar la órbita del satélite.
S/2021 J 1 es parte del grupo de Ananké, un grupo de satélites irregulares retrógrados de Júpiter que siguen órbitas similares a las de Ananké en semiejes mayores entre 19 a 22 millones de kilómetros, excentricidades orbitales entre 0,1 y 0,4 e inclinaciones entre 139 y 155°. Tiene un diámetro de aproximadamente 1 kilómetro (0,62 mi) para una magnitud absoluta de 17.3, lo que la convierte en una de las lunas más pequeñas conocidas de Júpiter.